# Суходолье (Ленинградская область)
Суходо́лье (до 1948 года Хайтермаа, фин. Haitermaa) — посёлок в Ромашкинском сельском поселении Приозерского района Ленинградской области.

## Название
В топониме Хайтермаа окончание названия — «маа», переводится как «земля».
После войны в деревне Хайтермаа разместилось подсобное хозяйство Дорожного УРСа «Коминтерн». 6 января 1948 года решением исполкома Юлемякского сельсовета деревне Хайтермаа присвоили наименование Суходолье. Основанием для этого послужил протокол общего собрания служащих подсобного хозяйства Дорожного УРСа «Коминтерн».

## История
Деревня Гайтерово или Гайтерма у озера у Сванского упоминается в писцовой книге Водской пятины 1568 года. Она состояла из пяти отдельных поселений состоящих из восьми налогооблагаемых дворов, в которых насчитывалось 14 душ, плативших подати.

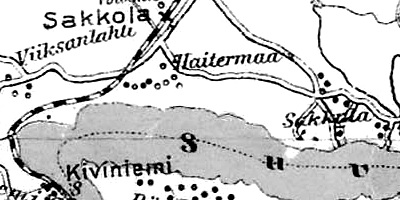
Деревня Хайтермаа на финской карте 1923 года

До 1939 года деревня Хайтермаа входила в состав волости Саккола Выборгской губернии Финляндской республики.
С 1 января 1940 года в составе Карело-Финской ССР.
С 1 августа 1941 года по 31 июля 1944 года финская оккупация.
С 1 ноября 1944 года в составе Юлимякского сельсовета Кексгольмского района.
С 1 октября 1948 года в составе Красноармейского сельсовета Приозерского района.
С 1 января 1949 года учитывается как деревня Суходолье. В ходе укрупнения хозяйства к деревне были присоединены соседние селения: Куйвала, Койрасенмяки, Анттила, Майери, Палок, Капакка, Нотко, Кумпула, Маттила, Куоппала.
С 1 февраля 1963 года — в составе Выборгского района.
С 1 января 1965 года — вновь в составе Приозерского района. В 1965 году деревня насчитывала 854 жителя.
По данным 1966 и 1973 годов посёлок Суходолье входил в состав Красноармейского сельсовета.
По данным 1990 года посёлок Суходолье входил в состав Ромашкинского сельсовета.
В 1997 году в посёлке Суходолье Ромашкинской волости проживали 2573 человека, в 2002 году 2209 человек (русские — 75 %).
В 2007 году в посёлке Суходолье Ромашкинского СП проживал 2049 человек, в 2010 году — 1953 человека.

## География
Посёлок расположен в центральной части района на автодороге А121 «Сортавала» (Санкт-Петербург — Сортавала — автомобильная дорога Р-21 «Кола»).
Расстояние до административного центра поселения — 15 км.
Расстояние до ближайшей железнодорожной станции Громово — 2 км.
Посёлок находится на северном берегу Суходольского озера.

## Демография
| 2007 | 2010  | 2017  |
| ---- | ----- | ----- |
| 2049 | ↘1953 | ↗1972 |

## Инфраструктура
- В/ч 17646
- МОУ «Громовская средняя общеобразовательная школа»[15]

## Улицы
Леншоссе, Лесная, Октябрьская, Суходолье, Центральная, Ясная.